# Emil von Horstig

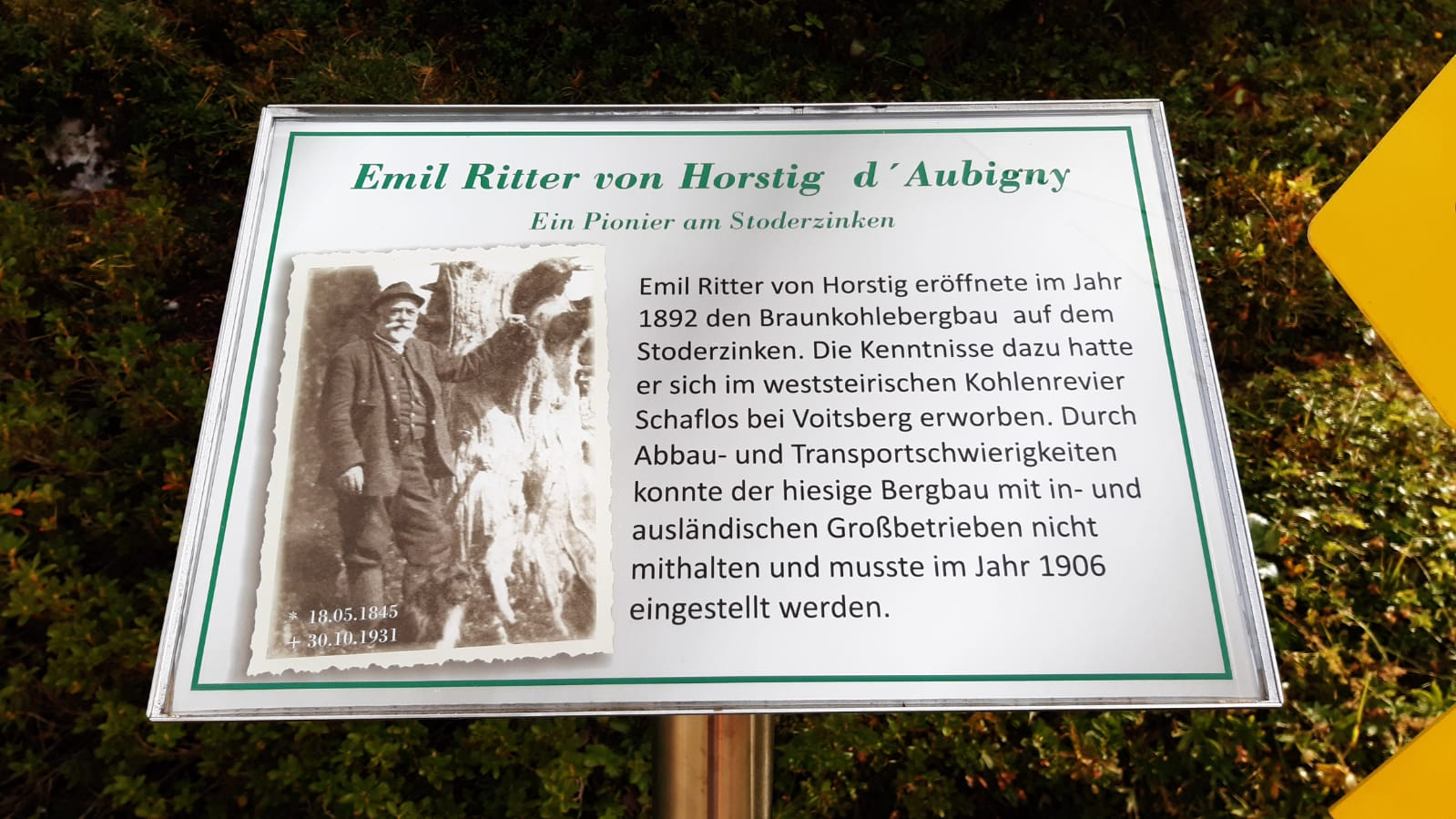
Eine Infotafel am Stoderzinken.

Ritter Emil von Horstig d’Aubigny („Pionier des Stoderzinken“, * 18. Mai 1845; † 30. Oktober 1931 in Graz) war ein österreichischer Unternehmer sowie Bergbau- und Dachsteingebirge-Erschließungs-Pionier. Er entstammte einem steirischen Adelsgeschlecht.

## Leben
Von Horstig war der Sohn von Moritz Ritter von Horstig, der ebenfalls bereits Bergbauunternehmer war. Emil von Horstig leitete zunächst das von seinem Vater übernommene Bergbauunternehmen in Schaflos bei Voitsberg in der Steiermark.
Um 1880 übersiedelte er nach Schladming, um den Bergbau dort wiederzubeleben, jedoch ohne Erfolg.
1892 verlegte von Horstig seinen Wohnsitz wieder in das evangelische Pfarrhaus in der Gemeinde Gröbming mit dem Ziel, die Steinkohlevorkommen am Stoderzinken abzubauen. Doch der Kohleabbau erwies sich als unrentabel und wurde bereits 1906 wieder eingestellt.
Von 1892 bis 1896 erschloss Horstig den Stoderzinken mit Wegen. In den Sommermonaten 1895/1896 ließ er das Alpenheim Horstig sowie das Stoderkircherl, das Wahrzeichen von Gröbming, errichten. In den ersten Jahren wohnte er im evangelischen Pfarrhaus. Später übersiedelte er in das von ihm erbaute Alpenheim am Stoderzinken. Noch als 72-Jähriger unternahm Horstig eine 16-stündige Dachstein-Partie.
Bis 1919 wohnte er im Alpenheim Horstig, welches er dann an den Wiener Berufsoffizier Mayer verkaufte. 1922 fiel das Gebäude einem Brand zum Opfer.
Emil Ritter von Horstig d´Aubigny starb im Alter von 86 Jahren in Graz.

## Ehrungen
- Denkmal für den Bergbau am Stoderzinken im Kurpark in Gröbming.[3]
- Benennung der Horstigstraße in Gröbming.[4]
- Gedenktafel am Stoderkircherl.Eine Gedenktafel neben dem Friedenskircherl.

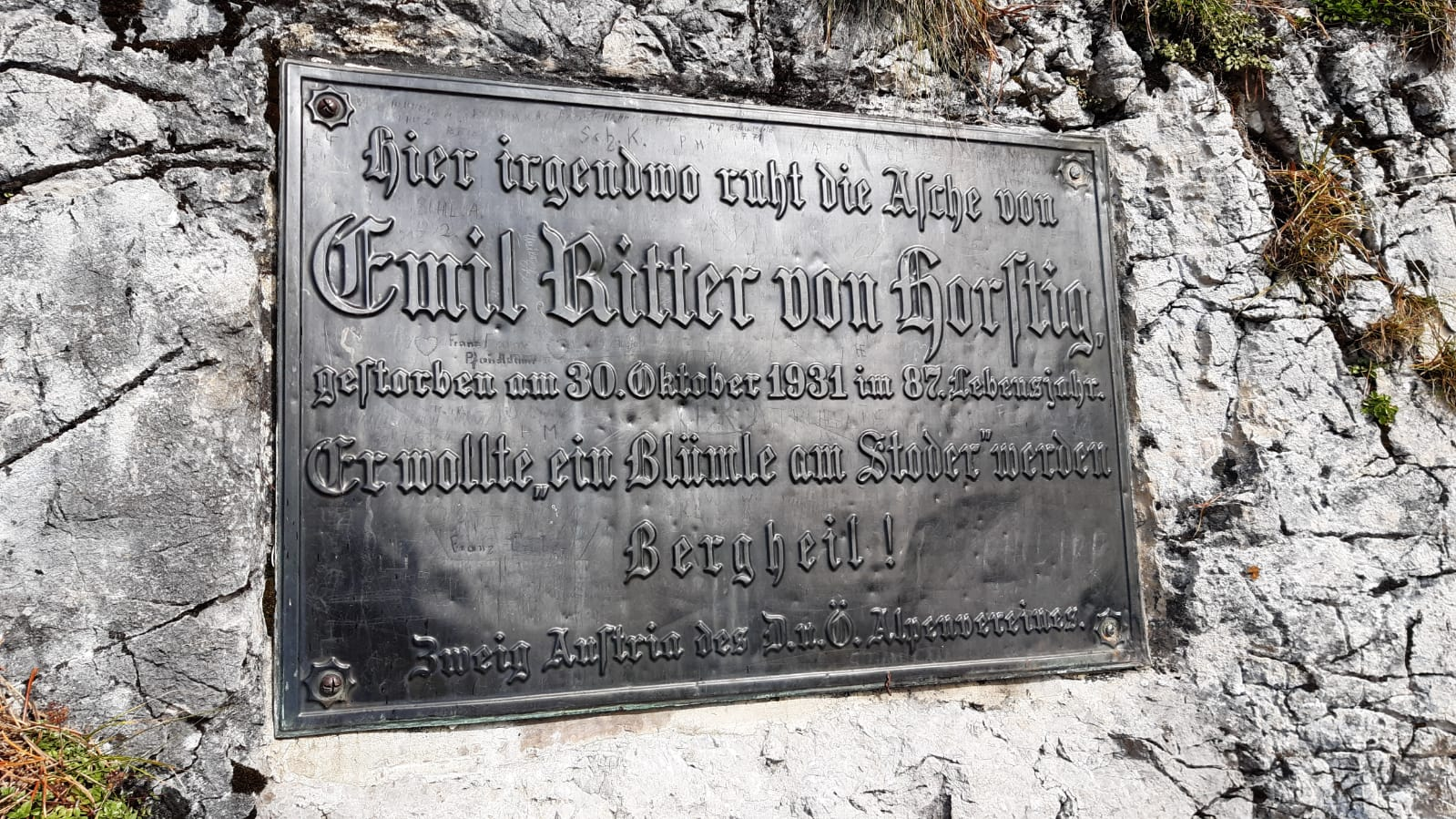
Eine Gedenktafel neben dem Friedenskircherl.

- Der alljährliche Horstig-Gedenklauf ist eine Wintersportveranstaltung.[5]